# Anastas Beschkow
Anastas Stojanow Beschkow (bulgarisch Анастас Стоянов Бешков; * 10. Juli 1896 in Warna; † 18. Januar 1964 in Sofia) war ein bulgarischer Wirtschaftsgeograph.

## Leben
Beschkow studierte zunächst an der Handelshochschule Leipzig und der Universität Sofia. Ab 1937 war er in Swischtow und Sofia als Professor tätig. Von 1948 bis 1964 war er Vorsitzender des bulgarischen Geographenverbandes. Ab 1958 war er auch Mitglied des Bulgarischen Akademie der Wissenschaften. In seinen Arbeiten befasste er sich mit Fragen der ökonomischen Geographie und des Transportwesens.
Beschkow wurde mit dem Dimitroffpreis ausgezeichnet.